# Puncha ratzeburgi
Puncha ratzeburgi is een kameelhalsvliegensoort uit de familie van de Raphidiidae. De soort komt voor in Europa.
Puncha ratzeburgi werd voor het eerst wetenschappelijk beschreven door Brauer in 1876.